# Xhyve
xhyve (エックスハイブ) は、Mac OS XにおいてLinux KVMに相当する仮想化ハイパーバイザ。
bhyveをOS Xに移植したもの。

## 備考
- DockerをOS X上で利用するためのDocker for Macでxhyveが使用されている。